# Cara Gee

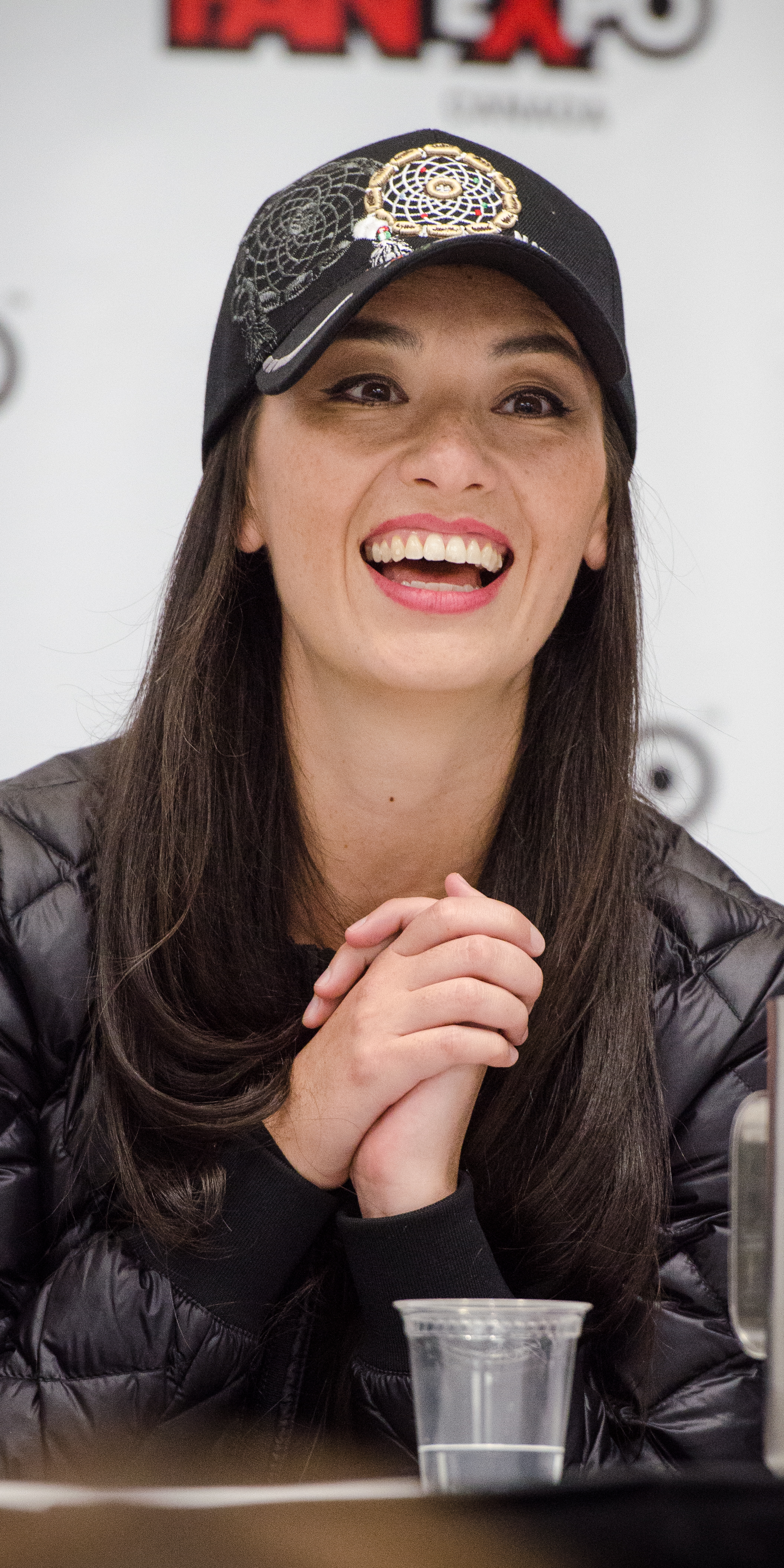
Cara Gee w Seattle (2017)

Cara Gee (ur. 2 października 1983 w Calgary) – kanadyjska aktorka filmowa, telewizyjna i teatralna.

## Życiorys
Gee zyskała rozgłos jako aktorka sceniczna w Toronto, grając w takich produkcjach jak The Penelopiad, Arigato, Tokyo, The Rez Sisters, czy s Tout comme elle.
Na ekranie zadebiutowała grając w filmie fabularnym Empire of Dirt, za który otrzymała nominację do Canadian Screen Award. Za tę rolę otrzymała także nagrodę Special Jury w trakcie 2013 Toronto International Film Festival oraz została okrzyknięta jedną ze wschodzących gwiazd festiwalu. Zdobyła też nagrodę w kategorii Best Actress w trakcie American Indian Film Festival.
Występowała także w telewizji. Zagrała gościnną rolę w serialu Republika Doyle’ów, a w 2014 zagrała jedną z głównych ról w serialu Strange Empire emitowanym przez CBC Television. Grała w nim przez jeden sezon, aż do odwołania produkcji w 2015.
W 2016 Gee wystąpiła w mającym 33 odcinki serialu internetowym Inhuman Condition, emitowanym na kanale Youtube KindaTV. W 2017 zaczęła występować w roli Caminy Drummer w serialu The Expanse, produkowanym przez Syfy.

## Życie prywatne
Korzenie Gee sięgają do plemienia Odżibwejowów. Urodziła się w Calgary i została wychowana w miejscowości Aurora.

## Filmografia
| Rok       | Tytuł                          | Rola            | Komentarz                       |
| --------- | ------------------------------ | --------------- | ------------------------------- |
| 2012      | Detektyw King                  | Alicia Pratta   | Odcinek: "Alicia Pratta"        |
| 2013      | Republika Doyle’ów             | Sydney Morrison | Odcinek: "Brothers in Arms"     |
| 2013      | Empire of Dirt                 | Lena            | Film                            |
| 2014      | Strange Empire                 | Kat Loving      | Główna rola                     |
| 2016      | Inhuman Condition              | Tamar           | Serial internetowy, główna rola |
| 2017-2022 | The Expanse                    | Drummer         | Rola drugoplanowa (od 2 sezonu) |
| 2017      | The Carmilla Movie             | Emily Bronte    | Film                            |
| 2017      | The Neddeaus of Duqesne Island |                 | Serial internetowy              |
| 2017      | We Forgot to Break Up          | Isis Wong       | Film krótkometrażowy            |
| 2017      | Sundowners                     | Jenny           | Film                            |
| 2018      | Birdland                       | Hazel James     | Film                            |
| 2018      | Trouble in the Garden          | Raven / Pippa   | Film                            |
| 2018      | Red Rover                      | Phoebe          | Film                            |
| 2020      | Lone Wolf Survival Kit         | Town Monroe     | Film                            |
| 2020      | Zew krwi                       | Françoise       | Film                            |